# 6239 Minos
Minos (asteroide 6239, com a designação provisória 1989 QF) é um asteroide cruzador de Marte. Possui uma excentricidade de .4128915085372079 e uma inclinação de 3.9450º.
Este asteroide foi descoberto no dia 31 de agosto de 1989 por Carolyn Shoemaker e Eugene Shoemaker em Palomar.
Este asteroide recebeu este nome em homenagem ao rei semideus Minos da mitologia grega.